# Великомуртинський район
Великомуртинський район (рос. Большемуртинский район) — адміністративна одиниця та муніципальне утворення в центральній частині Красноярського краю. Адміністративний центр — смт Велика Мурта.

## Географія
Суміжні території:
- Північ: Казачинський район
- Схід: Тасеєвський район
- Південь: Сухобузимський та Ємельяновський район и Красноярського краю
- Захід: Бірилюський район
- Північний захід: Піровський район

Площа території - 6856 км².

## Населення
Населення - 18 011 осіб. Найбільш численну частину представляють росіяни (81,3%), друге місце за чисельністю посідають татари (4,8%), треті - чуваші (4,5%), також проживають німці (3,5%), українці (1,8 %) та білоруси (0,6%).